# Pachnobia quieta
Pachnobia quieta là một loài bướm đêm trong họ Noctuidae.